# Siewierz (gromada)
Siewierz – dawna gromada, czyli najmniejsza jednostka podziału terytorialnego Polskiej Rzeczypospolitej Ludowej w latach 1954–1972.
Gromady, z gromadzkimi radami narodowymi (GRN) jako organami władzy najniższego stopnia na wsi, funkcjonowały od reformy reorganizującej administrację wiejską przeprowadzonej jesienią 1954 do momentu ich zniesienia z dniem 1 stycznia 1973, tym samym wypierając organizację gminną w latach 1954–1972.
Gromadę Siewierz z siedzibą GRN w Siewierzu (wówczas wsi) utworzono – jako jedną z 8759 gromad na obszarze Polski – w powiecie zawierciańskim w woj. stalinogrodzkim, na mocy uchwały nr 24/54 WRN w Stalinogrodzie z dnia 5 października 1954. W skład jednostki weszły obszary dotychczasowych gromad Piwoń i Siewierz ze zniesionej gminy Siewierz w tymże powiecie; a także część oddziału leśnego nr 75, położona po prawej stronie drogi Zawiercie-Siewierz łącznie z gruntami ornymi o powierzchni około 20 ha, z Nadleśnictwa Łysa Góra. Dla gromady ustalono 27 członków gromadzkiej rady narodowej.
29 lutego 1956 do gromady Siewierz przyłączono wieś Chmielowskie z gromady Przeczyce w tymże powiecie.
20 grudnia 1956 województwo stalinogrodzkie przemianowano (z powrotem) na katowickie.
1 stycznia 1958 gromadę Siewierz zniesiono w związku z nadaniem jej statusu osiedla (18 lipca 1962 Siewierz otrzymał status miasta).
1 stycznia 1973 w powiecie zawierciańskim reaktywowano gminę Siewierz (o zupełnie innych granicach) (od 1999 gmina Siewierz znajduje się w powiecie będzińskim w woj. śląskim).